# Blefarofimose
Blefarofimose consiste na alteração bilateral anatômica das pálpebras, onde há o estreitamento anormal da fenda palpebral. Também conhecida como Síndrome de Blefarofimose, ou BPES, do inglês Blepharophimosis-ptosis-epicanthus inversus Syndrome, tem sua existência baseada no achado dessa tríade - blefarofimose, ptose palpebral severa e epicanto inverso - além do quarto sinal descrito por Dr. Kohn em 1971, o telecanto. 